# Stjernen (kungaskepp)
Stjernen är en norsk ångslup som användes som kungaskepp från 1899 till ockupationen av Norge 1940. Under andra världskriget användes hon av tyska officerare som nöjesfartyg. 
Stjernen var i så dåligt skick efter kriget att hon såldes som vrak. Efter ombyggnad till lastfartyg fraktade hon sand på Mjøsa till 1959 och byggdes senare om till fritidsbåt. År 1995 transporterades hon till Marinemuseet i Horten för en omfattande renovering. Allt som inte var original togs bort, skrovet reparerades och stäven återfick sitt ursprungliga utseende. En ny ångpanna byggdes i England och ångmaskinen renoverades. Efter montering och tryckprovning sjösattes Stjernen 21 mars 2011. Stora delar av renoveringen och allt träarbete har utförts av frivilliga.

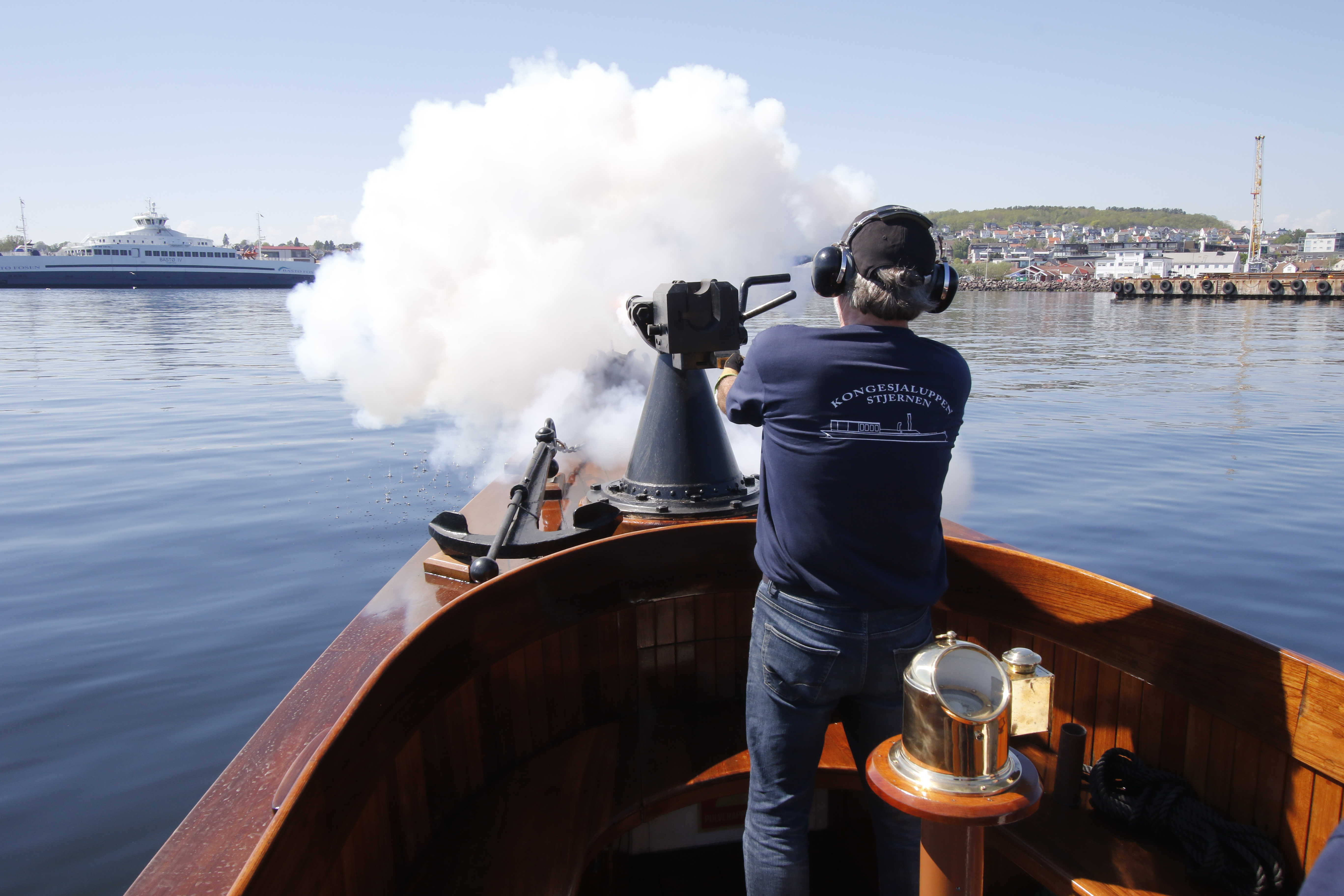
Stjernen skjuter salut.

Stjernen ägs idag av en stiftelse och seglar kortare turer med passagerare. Kung Harald har använt henne vid enstaka officiella tillfällen.